# Снёвит
Снёвит (норв. Snøhvitfeltet, от норв. Snøhvit «Белоснежка») — газовое месторождение в Норвегии, расположенное на глубине 340 м недалеко от Хаммерфеста. Разведанные запасы газа составляют 160 млрд м³.
Производственный комплекс состоит из 19 добычных скважин и скважины СО2. Необработанный поток поступает из скважины по 160-километровому трубопроводу на завод СПГ на полуострове Мелькёйя (Snohvit LNG), где газ охлаждается до СПГ. Углекислый газ, содержащийся в потоке, сепарируется и поступает обратно на месторождение, где закачивается в скважину.
Оператор месторождения — норвежская компания Equinor.